# 荻郵便局
荻郵便局（おぎゆうびんきょく）
- 大分県竹田市にある郵便局。本記事にて記述する。
- 山形県南陽市にある郵便局。局番号は85024。

荻郵便局（おぎゆうびんきょく）は、大分県竹田市にある郵便局。民営化前の分類では集配特定郵便局であった。

## 概要
住所：〒879-6199 大分県竹田市恵良原730-10

## 沿革
- 1928年（昭和3年）6月11日 - 開局。
- 1975年（昭和50年）10月29日 - 電話交換業務を竹田電報電話局に移管[1]。
- 1990年（平成2年）9月3日 - 直入郡荻町馬場から、同町恵良原に移転。
- 2006年（平成18年）10月8日 - 宮砥郵便局から集配業務を移管[2]。
- 2007年（平成19年）10月1日 - 民営化に伴い、併設された郵便事業竹田支店荻集配センターに一部業務を移管。
- 2012年（平成24年）10月1日 - 日本郵便株式会社発足に伴い、郵便事業竹田支店荻集配センターを荻郵便局に統合。

## 取扱内容
- 郵便、印紙、ゆうパック、内容証明
- 貯金、為替、振替、振込、国際送金、国債
- 生命保険、バイク自賠責保険
- ゆうちょ銀行ATM
- 竹田市内の一部地域（旧荻町域：〒879-61xx地域）の集配業務

## 周辺
- 竹田市役所荻総合支所（旧・荻町役場）
- 竹田市立荻小学校

## アクセス
- JR豊肥本線 豊後荻駅から南へ300m（徒歩約7分）
- 大野竹田バス 柳の元停留所下車
- 駐車場あり：4台